# 2006 في اليمن
فيما يلي قوائم الأحداث التي وقعت خلال عام 2006 في اليمن.

## أحداث
- 20 سبتمبر – الانتخابات الرئاسية اليمنية 2006.

## سياسة

### تعيين في المنصب
- 1 يناير – عارف الزوكا محافظ.
- 11 فبراير – محمد ناصر أحمد علي وزير الدفاع اليمني.
- 1 أبريل – أحمد علي الأشول رئيس هيئة الأركان العامة.

### انتهاء فترة المنصب
- 11 فبراير – عبد الله علي عليوة وزير الدفاع اليمني.

## وفيات

### فبراير
- 14 فبراير – شوشانة ذماري (مواليد 1923)

### يونيو
- 10 يونيو – عبد الكريم العرشي (مواليد 1934) سياسي يمني.
- 10 يونيو – علي عبد الله أحمد (مواليد 1970)